# Gómez de Navas
Los Gómez de Navas [Nabas] fueron una familia de músicos españoles de la segunda mitad del siglo XVII formada por Francisco, padre, Francisco y Juan, hijos, y Juan Francisco hijo de Juan. 
- Francisco. Como dato biográfico se conoce que era vecino de Madrid en 1644.
- Francisco. Hijo de Francisco y hermano de Juan. En 1649 residía en Calatayud (Zaragoza).
- Juan Gómez de Navas. Hijo de Francisco y hermano de Francisco. La biografía de este músico se confunde con la de su hijo Juan Francisco, su hermano Francisco y su padre.
- Juan Francisco Gómez de Navas y Sagastiberri. Hijo de Juan. No siempre se citaron sus dos nombres de pila ni los apellidos completos, frecuentemente citado como Juan de Navas, lo que ha dado lugar a confundirlo con su padre, con su tío y con su abuelo.

En la catedral de Zaragoza se conservan manuscritos con los nombres de Juan de Navas, Juan Gómez y Juan Gómez de Navas, parece que se trata del mismo músico perteneciente a la Capilla Real de Madrid.